# پاول آقاجانیان
پاول آرتمی آقاجانیان (ارمنی: Պավել Արտեմի Աղաջանյան؛  زادهٔ ۲۱ مهٔ ۱۹۲۳ - درگذشته ۷ ژوئیهٔ ۲۰۰۱) فرد نظامی اهل ارمنستان بود.

## زندگی‌نامه
وی در ۲۱ مهٔ ۱۹۲۳ در باکو به دنیا آمد و از A.F. Mozhaysky Military-Space Academy فارغ‌التحصیل گشت. همچنین برندهٔ جوایزی همچون نشان پرچم سرخ کار، نشان برجسته افتخار، نشان جنگ میهنی (درجه یک)، نشان ستاره سرخ، جایزه دولتی اتحاد شوروی و جایزه لنین شده‌است. وی در ۷ ژوئیهٔ ۲۰۰۱ در سن ۷۸ سالگی درگذشت.